# کوک ژیلائو
کوک ژیلائو (به قزاقی: Kok Zhailau) یک منطقه حفاظت‌شده در قزاقستان است که در استان آلماتی واقع شده‌است.